# Municipio de Humboldt (Illinois)
El municipio de Humboldt (en inglés: Humboldt Township) es un municipio ubicado en el condado de Coles en el estado estadounidense de Illinois. En el año 2010 tenía una población de 1341 habitantes y una densidad poblacional de 9,67 personas por km².

## Geografía
Según la Oficina del Censo de los Estados Unidos, el municipio tiene una superficie total de 138.74 km², de la cual 138,61 km² corresponden a tierra firme y (0,09 %) 0,13 km² es agua.

## Demografía
Según el censo de 2010, había 1341 personas residiendo en el municipio de Humboldt. La densidad de población era de 9,67 hab./km². De los 1341 habitantes, el municipio de Humboldt estaba compuesto por el 95,53 % blancos, el 2,16 % eran afroamericanos, el 0,15 % eran amerindios, el 0,07 % eran asiáticos, el 0,82 % eran de otras razas y el 1,27 % eran de una mezcla de razas. Del total de la población el 3,58 % eran hispanos o latinos de cualquier raza.